# 363
Évszázadok: 3. század – 4. század – 5. század
Évtizedek: 310-es évek – 320-as évek – 330-as évek – 340-es évek – 350-es évek – 360-as évek – 370-es évek – 380-as évek – 390-es évek – 400-as évek – 410-es évek
Évek: 358 – 359 – 360 – 361 –  362 – 363 – 364 – 365 – 366 – 367 – 368

## Események

### Római Birodalom
- Iulianus császárt és Flavius Sallustiust választják consulnak.
- Iulianus nagy sereggel a perzsák ellen vonul. Átkel az Eufráteszen és májusra jelentős ellenállás nélkül eléri a szászánida fővárost, Ktésziphónt. Bár a város védelmére kivonuló sereget visszakergeti a falak mögé, az ostromra azonban nincs felkészülve és tart a hamarosan megérkező perzsa főseregtől is, ezért kelet felé nyomul tovább, de az ellenség felgyújtja a környék élelmiszerkészleteit, mögötte pedig a gátak megnyitásával elárasztja a síkságot. A rómaiak visszavonulnak, eközben a perzsák zaklatják őket. Az egyik ilyen összecsapásnál, a szamarrai csatában Iulianus súlyosan megsebesül a hasán és három nappal később meghal.
- A hadsereg Iovianus testőrparancsnokot kiáltja ki császárrá. Iovianus folytatja a visszavonulást, de a Tigris folyón nem tud átkelni. A szabad visszavonulásért cserébe hátrányos békét köt a perzsákkal: átadja az öt mezopotámiai provinciát és a két fontos erődvárost, Niszibiszt és Szingarát, valamint szászánida érdekszférába tartozóként ismeri el Örményországot.
- Iovianus Antiochiába érve ellenséges, gúnyolódó lakosságot talál. Hogy elnyerje a keresztények bizalmát, felgyújtatja az antiochiai könyvtárat, ahova Iulianus főleg a pogány műveket gyűjtötte össze. Ezt azonban mind a pogány, mind a keresztény lakosság barbár cselekedetnek tartja.
- Erős földrengés rázza meg Galileát, Petra súlyos károkat szenved.
- A laodiceai zsinaton megtiltják a keresztényeknek a szabbat megtartását és a vasárnapot nevezik ki pihenőnappá.
- Észak-Mezopotámiában megalapítják Mar Mattai kolostorát.

## Születések
- Sulpicius Severus, keresztény író († 425)
- Liu Jü, a Liu Szung dinasztia alapítója

## Halálozások
- június 26. – Iulianus, római császár

## Fordítás
- Ez a szócikk részben vagy egészben  a(z)   363 című angol Wikipédia-szócikk ezen változatának fordításán alapul.  Az eredeti cikk szerkesztőit annak laptörténete sorolja fel. Ez a jelzés csupán a megfogalmazás eredetét és a szerzői jogokat jelzi, nem szolgál a cikkben szereplő információk forrásmegjelöléseként.